# Tigres de Quintana Roo
Los Tigres de Quintana Roo es un equipo de la Liga Mexicana de Béisbol con sede en Cancún, Quintana Roo, México.

## Historia
Los Tigres nacen en la Ciudad de México el 10 de abril de 1955 participando en la Liga Mexicana de Béisbol bajo el nombre de Tigres Capitalinos, tras 46 años de jugar en la capital y 8 campeonatos, se mudan a la Ciudad de Puebla en el año 2002, donde bajo el nombre de Tigres de la Angelópolis obtendrían su noveno título. Actualmente son los Tigres de Quintana Roo, que es el equipo de béisbol con sede en la ciudad de Cancún, Quintana Roo, México desde el año 2007. Los Tigres son la segunda franquicia más ganadora de la liga con un total de 12 títulos.

### Fundador
Quien fundó a club fue el Ing. Alejo Peralta y Díaz Ceballos, nacido en la ciudad de Puebla el 5 de mayo de 1916, desde joven mostró grandes inquietudes y capacidades para la invención y la empresa, por lo que a los 17 años de edad decidió independizarse económicamente de su familia e instalar su propio negocio, que era un pequeño taller para reparar radios de galena. 
Interesado siempre en el impulso al deporte, fundó el equipo Tigres de la Liga Mexicana de Béisbol, del cual fue el principal accionista. Además creó la escuela de los Tigres de Alejo Peralta en el Parque del Seguro Social, que después se convertiría en la Academia de Béisbol Ernesto Peralta Quintero, en Academia de Béisbol Pastejé. Don Alejo Peralta murió el 8 de abril de 1997 recibiendo un gran homenaje de varias personalidades y también de la afición en el Parque del Seguro Social.

### Cambio de dueño
El lunes 6 de febrero de 2017, se informó por escrito a través de su propietario, Ing. Carlos Peralta Quintero, al presidente de la LMB, C.P. Plinio Escalante, su decisión de separarse de la Liga Mexicana de Béisbol, mencionando que el equipo estaría a la venta y que sería el Sr. Cuauhtémoc Rodríguez, Presidente Ejecutivo del club, quien se ocuparía de las gestiones necesarias. En primera instancia no se incluirían en la venta el nombre de Tigres y los logotipos que el equipo utilizó durante su permanencia en la LMB. Sin embargo, se concretó la venta del club, con todo y nombre, a un grupo de empresarios encabezados por Fernando Valenzuela, quien sería el presidente del Consejo de Administración del equipo, además del Sr. Francisco Villanueva como el presidente Ejecutivo y el Sr. Fernando Valenzuela Burgos como Presidente Ejecutivo Adjunto y Gerente General.

### Campeonatos

#### 1955
Siendo mánager, George Genovese, los Tigres de México vinieron del último lugar para conquistar el campeonato en su primer año de actuación. El tercera base Leo Rodríguez fue el mejor bateador con promedio de.385 y el zurdo americano Fred Waters el mejor pitcher con marca de 18-3 con 2.06 PCLA, poco más de 30 mil aficionados pagaron boleto en el parque del seguro social para ver al primer equipo felino de la historia, de su primer campeonato en su primer año se le llamó "El equipo que nació campeón". Estuvo en este equipo Ángel Castro Pacheco quien fue era dueño del récord y primer estrella mexicana de bateo. 

#### 1960
Con el mánager, Guillermo "Memo" Garibay y después de temporadas difíciles en los últimos lugares, en 1960 apoyados por jugadores de grandes ligas como el mexicano Beto Ávila que recién había terminado su carrera en los Estados Unidos y el cubano Luis Tiant que aún no imaginaba siquiera que estaba en vías de convertirse en uno de los mejores pitchers de la historia de las Grandes Ligas, el 14 de septiembre aseguraron el título derrotando 3-2 a los Sultanes de Monterrey con un doblete productor de Beto Ávila en la entrada 11 y la serpentina de Tiant. Cuatro días después en el último partido de la campaña, Beto Ávila anunció su retiro definitivo.

#### 1965
Con el mánager, Luis “Chito” García, los Tigres logran su tercer campeonato en la Liga, con marca de 80-57 terminando con cuatro juegos de ventaja sobre Pericos de Puebla, este título es sumamente especial, ya que se consiguió con un plantel cien por ciento mexicano. Un equipo juvenil con varios peloteros que en esa campaña dejaron de ser promesas para convertirse en realidades. Quienes vivieron ese título aseguran que nunca en la historia de la liga un equipo ganó tantos juegos de forma tan emotiva y dramática, en fin fue un equipo ganador y especialmente espectacular. José Peña (16 ganados) y Arturo Cacheux (14 ganados) fueron los pilares del personal de picheo, mientras que a la ofensiva Kiko Castro (.340) y Manuel Ponce (91 RBI) fueron los hombres importantes.

#### 1966
El Mánager: Ricardo Garza después de que los felinos iniciaran el año perdiendo todos los partidos en su histórica gira a Japón, el mánager Luis “Chito” García dejó el timón apenas en la primera semana de la temporada para ser sustituido por Ricardo Garza. La Liga Mexicana jugó esta temporada con un sistema de competencia distinto. Se dividió el calendario en dos mitades y se determinó que los líderes de cada mitad jugarían una serie final por el título. La primera mitad fue ganada por los Tigres, el primero de junio aseguraron ese primer lugar que los ponía ya en la Serie Final. Dos días después se celebró el Juego de Estrellas, mismo en que se enfrentó el equipo felino contra una Selección del resto de la liga, combinado que ganó 6-4 en un duelo que se extendió a 10 entradas. La Segunda mitad de la temporada fue para los Diablos Rojos, así es que todo quedó listo para la primera Serie Final de la historia entre los acérrimos rivales. Finalmente los felinos consiguieron el título ganando la serie 4 juegos contra 2.
Armando Murillo fue el mejor bateador con.313, Rubén Esquivias fue el mejor jonronero con 10 con 72 producidas y Pepe Peña el mejor lanzador 19 y Vicente Romo 17 triunfos.

#### 1992
Bajo la dirección del mánager Gerardo Gutiérrez y tras la salida por motivos de salud de Ossie Álvarez días antes de iniciar la temporada Gerardo Gutiérrez fue nombrado el nuevo mánager felino, al terminar la temporada Tigres fue el super líder con récord de 76-52 terminando cuatro juegos y medio sobre Diablos Rojos, Bárbaro Garbey fue el jugador más valioso al batear .369 y muy cerca de él Matías Carrillo con .362, también ayudaron a este título a la ofensiva Lee Mahndi, Pablo Machiria, José Juan Bellazetín con .330, .320 y .308 respectivamente y así tras 26 años de sequía volvía un nuevo título para el equipo.

#### 1997
Este año, Dan Firova dirigía al club y fue la temporada en que los Tigres iniciaron una carrera que los ha hecho el equipo más dominador de los últimos 10 años. Con Dan Firova en su primera temporada completa como manejador felino, los Tigres obtuvieron el título de la Liga Mexicana aplastando en la Serie Final a los Diablos Rojos de México por 4 partidos contra 1. Desde el inicio de la temporada se sentía que sería un año importante cuando la directiva anunció la contratación de Luis Polonia, jugador dominicano que alcanzó niveles de estelar en las Grandes Ligas. Además de Polonia el ídolo felino Matías Carrillo tuvo un formidable año y que decir del toletero venezolano Álex Cabrera. El personal de pitcheo lo encabezaron el zurdo Daniel Garibay y el estadounidense David Adam. Los Tigres terminaron la temporada ganando un simbólico título dedicado al fundador de la organización Don Alejo Peralta y D.C. Peralta falleció en el primer mes de la temporada el día 7 de abril, y desde ese momento el equipo se planteó como objetivo ganar la corona a como dé lugar, en honor de Don Alejo.
Los Tigres enfrentaron en el primer play-off al Poza Rica y lo barrieron 4 juegos contra 0. En el segundo play-off o semifinal de la liga, la novena felina eliminó a Tabasco 4 juegos contra 1, para así ganar el boleto a la Serie Final, en la que como ya se mencionó se derrotó a los Diablos Rojos.

#### 2000
Dan Firova, al igual que en 1997 y 1999, en la temporada del año 2000, que es el año en que el Parque Deportivo del Seguro Social dejó de funcionar para siempre, Tigres y Diablos Rojos se repartieron los primeros lugares correspondientes a la Zona Centro, la primera fue para México y la segunda para los felinos. Ambos equipos terminarían encontrándose en la Serie Final por tercera ocasión en 4 años. En ’97 la habían ganado los felinos y en el ’99 los Diablos, así que el 2000 fue una especie “desempate” y, sobre todo una revancha para la novena felina, ya que en la Serie Final de la temporada anterior había resultado muy cerrada y finalmente la ganó el rival. Los lanzadores más destacados del club en el 2000 fueron Alejandro Armenta y Santos Hernández. A la ofensiva resultó sobresaliente el desempeño de Matías Carrillo y de Sergio Gastelum que peleó el liderato de bateo de la liga a lo largo de toda la campaña. En el primer play-off los Tigres derrotaron a Oaxaca 4 juegos contra 2. Luego continuaron dominantes al derrotar 4 juegos contra 1 a los Sultanes de Monterrey para ganar el boleto a la Serie Final, misma en la que derrotaron al México también en una serie de solo 5 juegos.

#### 2001
Repite de mánager Dan Firova y el campeón Tigres realizó una gran temporada en el 2001 para conseguir el segundo bicampeonato de su historia. En la campaña regular fue el equipo con mejor porcentaje de ganados y perdidos. En esta temporada los Tigres conformaron una de las más poderosas ofensivas en toda la historia de la Liga Mexicana con los triunfadores ligamayoristas Julio Franco y Luis Polonia, además del poder nacional de Luis Carlos García, Matías Carrillo, Sergio Gastelum, Roberto Vizcarra, Javier Robles y Luis Mauricio Suárez. En el pitcheo Alejandro Armenta y Santos Hernández, además de Jorge Campillo repitieron como los más destacados. Julio Franco terminó como campeón de bateo con un impresionante.437. En el primer play-off los Tigres derrotaron a Campeche 4 juegos contra 2. Luego en el segundo play-off en una serie espectacular, emotiva y no apta para cardiacos, vencieron 4 juegos a 3 a los Sultanes de Monterrey, después de haber estado 1-3 en la serie. En la Serie Final derrotaron a los Diablos Rojos de México 4 juegos contra 2.

#### 2005
Con Enrique "Che" Reyes al frente de las actividades deportivas, la Temporada 2005 fue muy especial para la organización, ya que justamente en ese año se cumplieron 50 años de la fundación del club y además se tomó la decisión de mexicanizar al equipo. El reto que se tenía era muy duro, pero al final de cuentas el equipo funcionó a las mil maravillas y se terminó por conseguir el gallardete. El 27 de julio los felinos cerraron la temporada regular como superlíderes y Javier Robles se convirtió en el segundo shortstop de la historia en ganar el título de bateo. Luego vinieron unos largos play-offs, ya que el sistema de esa temporada implicaba ganar 4 series de postemporada para llevase el título. En el primer play-off también llamado "Repechaje" los felinos barrieron en 4 partidos al águila de Veracruz. Después vino el segundo play-off que fue en realidad una serie semifinal de la Zona Sur, ahí los Tigres sufrieron ante los Guerreros de Oaxaca, de hecho el rival había tomado la delantera en la serie 2 juegos contra unos, sin embargo, el equipo felino se levantó para ganar al hilo 4.º, 5.º y 6.º y así avanzar a la serie final de la Zona Sur. En esta tercera fase de la eliminatoria los Tigres volvieron a requerir de 6 partidos para ganar la serie, esta vez la víctima fue el equipo de los Leones de Yucatán, equipo que logró reducir una desventaja inicial de 0-3, ganando los partidos 4 y 5, sin embargo, los Tigres ganaron el sexto y avanzaron a la Serie Final. Los Tigres ganaron su noveno título de la historia al vencer en la Serie Final a los Saraperos de Saltillo 4 juegos contra 2, coronándose el 7 de septiembre.

#### 2011
Matías "Coyote" Carrillo como mánager y Los Tigres se proclamaron campeones nuevamente en el año 2011 (primera vez en Cancún), tras enfrentarse en la final a los Diablos Rojos del México ganando la serie por barrida de 4-0, logrando de esta manera la corona número diez para los felinos.

#### 2013
El mánager Roberto "Chapo" Vizcarra y Los Tigres se proclamaron campeones nuevamente en el año 2013 (segunda vez en Cancún), tras enfrentarse en la final a los Sultanes de Monterrey ganando la serie por de 4-1, logrando de esta manera la corona número once para los felinos.

#### 2015
Roberto "Chapo" Vizcarra a frente de Los Tigres se proclamaron campeones nuevamente en el año 2015 (tercera vez en Cancún), tras enfrentarse en la final a los Acereros de Monclova ganando la serie por de 4-1, logrando de esta manera la corona número doce para los felinos.

## Estadio

### Parque del Seguro Social
A su llegada a la Liga Mexicana de Béisbol los Tigres Capitalinos jugaron en el Parque del Seguro Social de la Ciudad de México (1955-2000) donde consiguieron 6 títulos y momentos inolvidables para la afición felina donde a partir del año 2000 junto con los Diablos Rojos del México se mudarían al Foro Sol.

### Foro Sol
Tras la salida del legendario Parque del Seguro Social los Tigres Capitalinos y los Diablos Rojos del México se mudan a su nueva casa, el Foro Sol, donde los Tigres conseguirían su título 7 (2000) y 8 (2001), para posteriormente anunciar la salida del equipo de la Ciudad de México a Puebla.

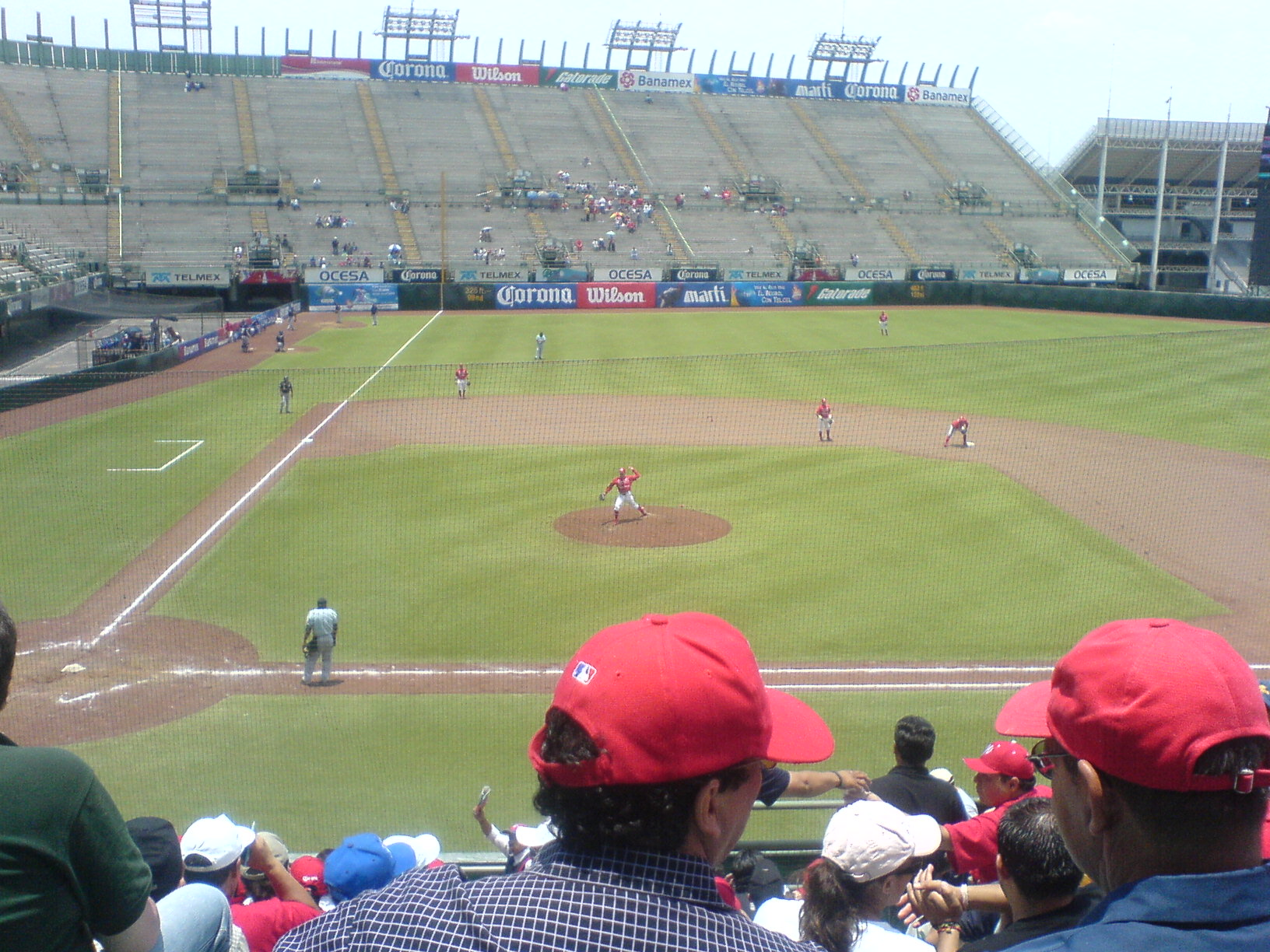
Foro Sol Tigres 2000-2001

### Estadio Hermanos Serdán
Al salir de la Ciudad de México los Tigres ahora de la Angelópolis se mudaron a la ciudad de Puebla donde permanecieron por 5 años y obtendrían el noveno título en 2005.

### Estadio Beto Ávila
En una nueva aventura los Tigres se mudan a Cancún donde su nueva casa el Estadio Beto Ávila fue remodelado para su llegada y donde conseguirían sus títulos 10 (2011), 11 (2013) y 12 (2015). Este estadio con capacidad para 9500 espectadores es testigo de los juegos de los Tigres de Quintana Roo y donde sus aficionados disfrutan de su juego. Cabe señalar que el Beto Ávila de Cancún es el primer inmueble que es casa exclusiva de La Garra Felina.

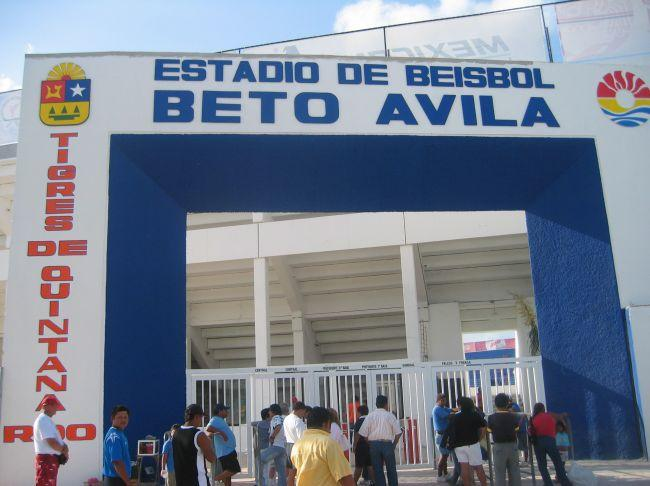
Estadio Beto Ávila.

## Jugadores

### Roster actual
Actualizado al 21 de mayo de 2019.
| Tigres de Quintana Roo Roster 2019       |    |                                    |                     |
| C U E R P O T É C N I C O                |    |                                    |                     |
| Mánager                                  | 26 | Bandera de México                  | Adán Muñoz          |
| Coach de Pitcheo                         | 40 | Bandera de México                  | Armando Valdez      |
| Coach de Bateo                           | 66 | Bandera de México                  | Juan de Dios Chávez |
| J U G A D O R E S                        |    |                                    |                     |
| L A N Z A D O R E S                      |    |                                    |                     |
| Batea: D / Tira: D                       | 00 | Bandera de México                  | Javier Solano       |
| Batea: Z / Tira: Z                       | 7  | Bandera de la República Dominicana | Marlon Arias        |
| Batea: Z / Tira: Z                       | 10 | Bandera de México                  | Santiago Gutiérrez  |
| Batea: D / Tira: D                       | 11 | Bandera de México                  | Juan Ramón Noriega  |
| Batea: Z / Tira: Z                       | 18 | Bandera de México                  | Jorge Luis Castillo |
| Batea: D / Tira: D                       | 20 | Bandera de México                  | Marco Quevedo       |
| Batea: D / Tira: D                       | 29 | Bandera de México                  | Erick Valenzuela    |
| Batea: D / Tira: D                       | 30 | Bandera de México                  | Luis Iván Rodríguez |
| Batea: D / Tira: Z                       | 45 | Bandera de Estados Unidos          | Fabián Williamson   |
| Batea: A / Tira: D                       | 54 | Bandera de Estados Unidos          | Raúl Barrón         |
| Batea: D / Tira: D                       | 55 | Bandera de Estados Unidos          | Joshua Corrales     |
| Batea: D / Tira: D                       | 57 | Bandera de Venezuela               | Wilfredo Boscán     |
| Batea: D / Tira: D                       | 62 | Bandera de México                  | Juan Rodríguez      |
| Batea: D / Tira: D                       | 67 | Bandera de México                  | Felipe Arredondo    |
| Batea: D / Tira: D                       | 91 | Bandera de Estados Unidos          | Kida de la Cruz     |
| Batea: D / Tira: D                       | 92 | Bandera de Estados Unidos          | Oscar Barreras      |
| Batea: D / Tira: D                       | 93 | Bandera de México                  | Mario Cabrera       |
| R E C E P T O R E S                      |    |                                    |                     |
| Batea: D / Tira: D                       | 44 | Bandera de México                  | Francisco Córdoba   |
| Batea: A / Tira: D                       | 49 | Bandera de México                  | Bernardo Heras      |
| J U G A D O R E S D E C U A D R O        |    |                                    |                     |
| Tercera base - Batea: D / Tira: D        | 14 | Bandera de Estados Unidos          | Brian Hernández     |
| Segunda base - Batea: D / Tira: D        | 19 | Bandera de México                  | Rolando Acosta      |
| Segunda base - Batea: Z / Tira: D        | 25 | Bandera de Cuba                    | Yosmany Guerra      |
| Primera base - Batea: Z / Tira: D        | 43 | Bandera de México                  | Bryant Aragón       |
| Parador en corto - Batea: D / Tira: D    | 51 | Bandera de México                  | Manuel Orduño       |
| J A R D I N E R O S                      |    |                                    |                     |
| Jardinero izquierdo - Batea: D / Tira: D | 3  | Bandera de Estados Unidos          | Justin Greene       |
| Jardinero derecho - Batea: D / Tira: D   | 27 | Bandera de Estados Unidos          | Michael Choice      |
| Jardinero central - Batea: D / Tira: D   | 37 | Bandera de México                  | Brandon Villarreal  |
| Jardinero central - Batea: D / Tira: D   | 46 | Bandera de México                  | Irving Zazueta      |
| Jardinero derecho - Batea: D / Tira: D   | 47 | Bandera de Venezuela               | Frank Díaz          |
| Jardinero central - Batea: A / Tira: D   | 53 | Bandera de la República Dominicana | Rubén Sosa          |

 =  Cuenta con nacionalidad mexicana. 

### Jugadores destacados
- Fred Waters.(1)
- Pablo Ortega.
- Carlos Alberto Gastélum.
- Jorge Cantú.
- Jesús "Chito" Ríos.
- Matías Carrillo.

### Números retirados
- 1 Alejo Peralta y Díaz Ceballos. (Directivo).
- 2 Jesús "Chito" Ríos.
- 12 Santos Hernández.
- 21 Héctor Espino.
- 23 José de Jesús “Pepillo” Rodríguez.
- 24 Matías “Coyote” Carrillo.
- 34 Fernando "Toro" Valenzuela (LMB).
- 35 José Luis "Pájaro" Ibarra.
- 42 Jackie Robinson.

### Novatos del año
- 1956  Jesse Durán.
- 1960  Mauro Ruiz Rubio.
- 1963  Vicente Romo.
- 1965  Héctor Barnetche.
- 1984  Jesús "Chito" Ríos.
- 1986  Lorenzo Retes.
- 1987  Miguel Ángel Valencia.
- 1992  Antonio Osuna.
- 1993  Ismael "Rocket" Valdez.
- 1998  Luis Mauricio Suárez.
- 1999  Luis Carlos García.
- 2000  Pablo Ortega.
- 2002  Carlos Alberto "La Chispa" Gastélum.
- 2003  Jesús "El Toro" Guzmán.
- 2019  Erick Migueles.

### Tigres en el Salón de la Fama
Jugadores que han usado el uniforme de los tigres y pertenecen al salón de la fama del béisbol mexicano.
| Nombre                           | Lugar de Nacimiento             | Posición         | Año de elección |
| -------------------------------- | ------------------------------- | ---------------- | --------------- |
| Alejo Peralta y Díaz de Ceballos | Puebla. Pue.. México            | Directivo        | 1983            |
| Arnoldo "Kiko" Castro            | Guasave. Sin.. México           | Segunda base     | 1995            |
| Aurelio Rodríguez                | Cananea. Son.. México           | Tercera base     | 2007            |
| Benjamín Cerda                   | La Barca. Jalisco. México       | Tercera base     | 2007            |
| Celerino Sánchez                 | El Guayabal Ver. México         | Tercera base     | 1994            |
| Felipe "Clipper" Montemayor      | Monterrey. N.L.. México         | Jardín central   | 1983            |
| Fermín "Burbuja" Vázquez         | Mérida. Yucatán. México         | Tercera base     | 2003            |
| Francisco "Chico" Rodríguez      | Cananea. Sonora. México         | Parador en corto | 2004            |
| Francisco Maytorena              | Hermosillo. Sonora. México      | Lanzador derecho | 1999            |
| George Brunet                    | Estados Unidos                  | Lanzador zurdo   | 1999            |
| Gregorio Luque                   | Nogales. Sonora. México         | Receptor         | 1999            |
| Guillermo "Memo" Garibay         | Torreón. Coah.. México          | Mánager          | 1977            |
| Jack Pierce                      | Estados Unidos                  | Primera base     | 2001            |
| Jaime Corella                    | Cananea. Sonora. México         | Receptor         | 1991            |
| José Bache                       | Tuxpan. Ver.. México            | Segunda base     | 1983            |
| Leonardo "Leo" Rodríguez         | Tlahualilo. Dgo.. México        | Tercera base     | 1980            |
| Lino Donoso                      | Cuba                            | Lanzador zurdo   | 1988            |
| Miguel Sotelo                    | Los Mochis. Sin.. México        | Lanzador derecho | 1985            |
| Miguel Suárez                    | Guasave. Sin.. México           | Jardín derecho   | 1994            |
| Miguel Fernández Becerril        | Las Choapas. Ver.. México       | Jardín central   | 1984            |
| Oscar Rodríguez                  | Puerto Rico                     | Jardín central   | 1993            |
| Roberto "Beto" Ávila             | Veracruz. Ver.. México          | Segunda base     | 1971            |
| Roberto Méndez                   | San Blas. Sinaloa. México       | Segunda base     | 2000            |
| Rodolfo "Rudy" Sandoval          | Guaymas. Sonora. México         | Receptor         | 2001            |
| Ronaldo "Ronnie" Camacho         | Empalme. Son.. México           | Primera base     | 1983            |
| Sergio Robles                    | Magdalena de Kino. Son.. México | Receptor         | 2006            |
| Vicente "Huevo" Romo             | Santa Rosalía. B.C.S.. México   | Lanzador derecho | 1992            |

Hasta elección 2007

### Campeones Individuales

#### Campeones Bateadores
| Año  | Nombre             | Porcentaje |
| ---- | ------------------ | ---------- |
| 1955 | Leonardo Rodríguez | .385       |
| 1996 | Matías Carrillo    | .368       |
| 1998 | Luis Polonia       | .380       |
| 1999 | Julio Franco       | .423       |
| 2001 | Julio Franco       | .437       |
| 2005 | Javier Robles      | .392       |

#### Campeones Productores
| Año  | Nombre               | Producidas |
| ---- | -------------------- | ---------- |
| 1985 | Ricardo Rentería     | 125        |
| 1993 | Matías Carrillo      | 125        |
| 1994 | Héctor Villanueva(2) | 108        |
| 2003 | Guillermo García     | 95         |

#### Campeones Jonroneros
| Año  | Nombre               | Jonrones |
| ---- | -------------------- | -------- |
| 1993 | Matías Carrillo      | 38       |
| 1994 | Héctor Villanueva(2) | 30       |
| 2003 | Guillermo García     | 28       |

#### Campeones de Bases Robadas
| Año  | Nombre             | Bases |
| ---- | ------------------ | ----- |
| 1957 | Joseph Christopher | 24    |
| 1958 | Francis Glam       | 30    |
| 1960 | Luis Zayas         | 30    |
| 1961 | Luis Zayas         | 28    |
| 1962 | Pompeyo Davalillo  | 31    |
| 1964 | Armando Murillo    | 21    |
| 1972 | Héctor Zamudio     | 43    |
| 1983 | Matthew Alexander  | 73    |
| 1984 | Matías Carrillo    | 30    |
| 1997 | Luis Polonia       | 48    |
| 2021 | Reynaldo Rodríguez | 21    |
| 2022 | Tito Polo          | 35    |

#### Campeones de Juegos Ganados
| Año  | Nombre             | Récord |
| ---- | ------------------ | ------ |
| 1955 | Fred Waters(1)     | 18-3   |
| 1960 | Luis Tiant         | 17-7   |
| 1962 | Arturo Cacheux     | 18-10  |
| 1971 | Juan Suby          | 22-12  |
| 1984 | Jesús "Chito" Ríos | 17-6   |
| 1985 | Jesús "Chito" Ríos | 21-4   |
| 1987 | Jesús "Chito" Ríos | 16-9   |
| 1988 | Jesús "Chito" Ríos | 21-6   |
| 1999 | José Félix Navarro | 16-4   |
| 2000 | Efraín Valdez      | 13-6   |
| 2010 | Bobby Cramer       | 13-3   |
| 2013 | Amauri Sanit       | 12-4   |
| 2014 | Fabio Castro       | 13-3   |

#### Campeones de Efectividad
| Año  | Nombre             | Porcentaje |
| ---- | ------------------ | ---------- |
| 1955 | Fred Waters(1)     | 2.06       |
| 1963 | Arturo Cacheux     | 2.69       |
| 1972 | Alfredo Meza       | 1.83       |
| 1985 | Jesús "Chito" Ríos | 2.52       |
| 2007 | Pablo Ortega       | 2.38       |
| 2014 | Amauri Sanit       | 2.00       |
| 2025 | Carl Edwards Jr.   | 3.38       |

#### Campeones de Ponches
| Año  | Nombre             | Ponches |
| ---- | ------------------ | ------- |
| 1955 | Fred Waters(1)     | 126     |
| 1984 | Jesús "Chito" Ríos | 194     |
| 1987 | Jesús "Chito" Ríos | 200     |
| 1988 | Jesús "Chito" Ríos | 195     |
| 1992 | Jesús "Chito" Ríos | 186     |
| 2010 | Bobby Cramer       | 123     |
| 2022 | Pedro Fernández    | 103     |
| 2023 | Darel Torres       | 100     |

#### Campeones de Juegos Salvados
| Año  | Nombre           | Juegos |
| ---- | ---------------- | ------ |
| 1986 | Martín Rivas     | 23     |
| 1997 | Isidro Márquez   | 30     |
| 2000 | Santos Hernández | 36     |
| 2003 | Santos Hernández | 35     |
| 2004 | Santos Hernández | 26     |
| 2009 | Scott Chiasson   | 34     |
| 2011 | Sandy Nin        | 24     |

1 Ganador de la triple corona de pitcheo en la temporada 1955.
2 Comenzó la temporada con Puebla.

## Ejecutivos del año
La organización ha obtenido el nombramiento de Ejecutivo del Año en la LMB en nueve ocasiones.
- 1965  Jorge Pulido.
- 1983  Ernesto Peralta.
- 1997  Alejo Peralta.
- 2000  Carlos Peralta.
- 2001  Carlos Peralta.
- 2005  Carlos Peralta.
- 2011  Carlos Peralta.
- 2013  Cuauhtémoc Rodríguez.
- 2015  Carlos Peralta.

## Mascota
Chacho es la mascota de los tigres quien es del agrado de los aficionados. Con sus participaciones durante los juegos divierte a chicos y grandes.
Él tiene su número especial que tiene su significado; es 1 3/8. El 1 significa que es la mascota número 1 de la liga, el 3 significa que sale en la tercera entrada y el 8 es que en la octava entrada termina su participación.